# Dinotrema aplicatum
Dinotrema aplicatum is een vliesvleugelig insect uit de familie van de schildwespen (Braconidae). De wetenschappelijke naam van de soort werd in 2003 gepubliceerd door Fischer.